# 青木柚
青木柚（2001年2月4日—），日本男演员，前儿童演员。出身于神奈川县，經紀公司為Humanite。

## 經歷
2010年，青木进入向日葵剧团并开始演艺活动。
2018年12月14日，因主演电影《拂晓的黑暗》（暁闇）而获得男演员奖。2019年4月30日，离开加盟约9年的向日葵剧团并开设个人Instagram。
2021年1月1日，正式成為Humanite經紀公司旗下藝人。

## 獎項
- MOOSIC LAB 2018 男優賞（《暁闇》）

## 外部連結
- 官方網站（页面存档备份，存于）（日語）
- 青木柚的Instagram帳戶
- 青木柚在互联网电影资料库（IMDb）上的資料（英文）